# Bissey-sous-Cruchaud
Bissey-sous-Cruchaud är en kommun i departementet Saône-et-Loire i regionen Bourgogne-Franche-Comté i östra Frankrike. Kommunen ligger i kantonen Buxy som tillhör arrondissementet Chalon-sur-Saône. År 2022 hade Bissey-sous-Cruchaud 333 invånare.

## Befolkningsutveckling
Antalet invånare i kommunen Bissey-sous-Cruchaud
| Referens: INSEE |